# I liga urugwajska w piłce nożnej (1928)
- Mistrz Urugwaju 1928: CA Peñarol
- Wicemistrz Urugwaju 1928: Rampla Juniors
- Spadek do drugiej ligi: Uruguay Club Montevideo, Racing Montevideo, Lito Montevideo
- Awans z drugiej ligi: Central Montevideo

Mistrzostwa Urugwaju w roku 1928 były mistrzostwami rozgrywanymi według systemu, w którym wszystkie kluby rozgrywały ze sobą mecze każdy z każdym u siebie i na wyjeździe, a o tytule mistrza i dalszej kolejności decydowała końcowa tabela. Z ligi spadły trzy kluby, a awansował tylko jeden, wobec czego liga zmniejszyła się z 16 do 14 klubów.

## Primera División

### Końcowa tabela sezonu 1928
| Poz | Klub                      | Mecze | Zw | Rem | Por | Pkt | BrZd | BrStr |
| --- | ------------------------- | ----- | -- | --- | --- | --- | ---- | ----- |
| 1   | CA Peñarol                | 30    | 20 | 5   | 5   | 45  | 66   | 22    |
| 2   | Rampla Juniors            | 30    | 15 | 7   | 8   | 37  | 44   | 24    |
| 3   | Club Nacional de Football | 30    | 12 | 11  | 7   | 35  | 40   | 26    |
| 4   | CA Cerro                  | 30    | 11 | 12  | 7   | 34  | 32   | 33    |
| 5   | Sud América Montevideo    | 30    | 11 | 11  | 8   | 33  | 28   | 21    |
| 6   | Defensor Sporting         | 30    | 12 | 8   | 10  | 32  | 36   | 32    |
| 7   | Capurro Montevideo        | 30    | 11 | 10  | 9   | 32  | 30   | 33    |
| 8   | Miramar Misiones          | 30    | 11 | 9   | 10  | 31  | 36   | 35    |
| 9   | CA Bella Vista            | 30    | 11 | 8   | 11  | 30  | 35   | 34    |
| 10  | Colón Fútbol Club         | 30    | 10 | 9   | 11  | 29  | 33   | 43    |
| 11  | Montevideo Wanderers      | 30    | 9  | 10  | 11  | 28  | 25   | 29    |
| 12  | Olimpia Montevideo        | 30    | 9  | 10  | 11  | 28  | 31   | 44    |
| 13  | Liverpool Montevideo      | 30    | 8  | 10  | 12  | 26  | 30   | 34    |
| 14  | Uruguay Club Montevideo   | 30    | 7  | 7   | 16  | 21  | 31   | 53    |
| 15  | Racing Montevideo         | 30    | 7  | 6   | 17  | 20  | 33   | 49    |
| 16  | Lito Montevideo           | 30    | 5  | 9   | 16  | 19  | 32   | 50    |